# Aeropuerto de San Vicente
El Aeropuerto de San Vicente (en tagalo: Paliparan ng San Vicente) es un aeropuerto en San Vicente, en la isla de Palawan, al oeste del país asiático de Filipinas. El aeropuerto, que se encuentra inmediatamente al oeste de la antigua pista de aterrizaje Inandeng, está siendo construido bajo el programa de APP de la administración Aquino. La Pista del aeropuerto se está ampliando con la excavación de protección de taludes y la eliminación de la obstrucción de la colina.  
También se realizó la construcción de un terminal de 62.700.000 de pesos para pasajeros, un edificio que sirviera como la estación de bomberos, y una instalación de un tanque de agua elevado de 2.500 galones (9.500 L).